# Sam Gallagher (calciatore 1991)
Sam Justin Gallagher (Sydney, 5 maggio 1991) è un calciatore australiano, difensore del Manly United.

## Carriera

### Club
Ad agosto 2013 è passato al Birkebeineren. 
Ha giocato 4 partite in AFC Champions League, di cui 2 con la maglia dei C.C. Mariners nei turni preliminari e 2 con l'Hà Nội T&T, con cui ha giocato anche 4 partite in AFC Cup.

### Nazionale
Nel 2009 ha partecipato al Campionato mondiale di calcio Under-20 2009 svoltosi in Egitto.